# ジュリア・クリーク駅
ジュリア・クリーク駅（英語：Julia Creek railway station）はオーストラリアクイーンズランド州ジュリア・クリーク ゴールド・リング・ストリートにあるクイーンズランド鉄道マウント・アイザ線の駅。

## 利用可能な鉄道路線／列車
クイーンズランド鉄道トラベルトレインの停車する列車は下記の通り。また、事前の予約があった時のみ停車。
タウンズビルとマウント・アイザ間の夜行長距離列車ジ・インランダー号 …タウンズビル方面 木・日、 マウント・アイザ方面 木・日 停車 